# 4・3・2制
4・3・2制とは、9年間の義務教育を4年、3年、2年の3期で分ける制度を指す。
小中一貫校などで、この制度を設ける学校がある。この制度を導入するきっかけとしては、勉強の躓きの解消や子どもの発育関連の問題や単式授業によるメリットなどがある。

## 導入している学校
- 茨城県つくば市つくば市立春日学園義務教育学校[3]
- 栃木県那須塩原市那須塩原市立塩原小中学校[4]
- 東京都品川区品川区立日野学園[1]
- 奈良県奈良市奈良市立田原小中学校[5]
- 佐賀県佐賀市北山校[6]

## 導入に向けて
兵庫県加東市は市内の市立小中学校を整備して小中一貫教育への移行を進めている。一貫校は合併前の旧社町、滝野町、東条町の区分ごとに設置し、従来の「6・3制」から「4・3・2制」への変更なども検討されている。